# Kenneth Rosén
Kenneth Rosén (* 1949; † 27. Dezember 2004) war ein schwedischer Fußballtrainer. Er arbeitete in seinem Heimatland, den Färöer und Norwegen.

## Werdegang
Rosén spielte als Torwart bei Skellefteå AIK. 1977 begann er seine Trainerlaufbahn beim Amateurklub Laxå IF, anschließend zog er zum Karlslunds IF weiter. 1981 übernahm er das Traineramt bei Örebro SK von Tord Grip. Den mittlerweile in der zweiten Liga antretenden Verein führte er in seiner ersten Spielzeit auf den zweiten Tabellenplatz hinter IFK Eskilstuna, nach einem sechsten Platz 1982 übernahm Roy Hodgson seine Aufgaben. 1984 holte ihn IK Brage in die Allsvenskan, mit dem Klub schaffte er zweimal in Folge den Klassenerhalt. Daraufhin holte ihn im Sommer 1986 Halmstads BK als Nachfolger des nach Portugal abgewanderten Stefan Lundin, in der Spielzeit 1986 verpasste er mit der Mannschaft um Jan Jönsson, Lars Ytterbom und Mats Jingblad als Tabellenfünfter die Meisterschaftsendrunde. Die folgende Saison war geprägt von einer eklatanten Auswärtsschwäche, die den Klub zum Abstieg in die Zweitklassigkeit führte.
Zunächst betreute Rosén den unterklassigen Klub Kalmar AIK, ehe er 1990 erstmals ins Ausland ging. Kurzzeitig trainierte er den färöischen Klub B68 Toftir, kehrte aber im selben Jahr zu seinem Heimatverein Skellefteå AIK nach Schweden zurück. 1993 zog es ihn erneut ins Ausland, der norwegische Viertligist Raufoss IL sichtere sich seine Dienste. Zwar verpasste er zweimal mit der Mannschaft den Aufstieg, hatte sich aber höherklassig einen Namen gemacht. Der Drittligist Skjetten SK verpflichtete ihn 1995. Im folgenden Jahr zog er als Staffelsieger mit dem Klub in die Aufstiegsrunde zur zweiten Liga ein, scheiterte dort jedoch an Runar. 
1997 holte der Zweitligist Bryne FK Rosén in den Südwesten Norwegens. Nach zwei Jahren mit Plätzen im mittleren Tabellenbereich stieg er 1999 mit der Mannschaft in die Tippeligaen auf. Trotz gelungenen Klassenerhalts zog er zu Vålerenga Oslo weiter, nach einem misslungenen Saisonstart wurde er jedoch freigestellt. Nach Engagements bei Hønefoss BK und Kongsvinger IL kehrte er 2003 nach Schweden zurück. Den Zweitligisten Gefle IF führte er am Ende der Spielzeit 2004 in die Allsvenskan.
Im Dezember 2004 erlag Rosén im Alter von 55 Jahren einem Krebsleiden.